# وایسنبورن-لودروده
وایسنبورن-لودروده (به آلمانی: Weißenborn-Lüderode) یک منطقهٔ مسکونی در آلمان است که در سوننشتاین واقع شده‌است. وایسنبورن-لودروده ۱٬۳۹۹ نفر جمعیت دارد.